# Colla Menn
Colla Menn („Znakomity?” lub „Jąkała?”), właśc. Aed – na wpół legendarny irlandzki zdobywca Ulsteru oraz przedstawiciel rodu Milezjan, wywodzący się z linii Eremona. Syn Eochaida Doimlena (Dublena), syna zwierzchniego króla Irlandii Cairbre’a II Liffechaira („z Liffey”), oraz jego żony Alechii, córki Updara, króla Alby. Znany ze średniowiecznej irlandzkiej legendy i historycznej tradycji, jako jeden z „Trzech Collasów”, obok dwóch braci, Cariolla (Colla Uais) i Muiredacha (Colla da Chrioch).
Collasowie, chcąc zdobyć władzę nad Irlandią, nastawali na stryja i arcykróla Fiachę VI Sraibtine. Ten wiedział o proroctwie, mówiącym, że ten, kto zabije przeciwnika, wówczas jego potomkowie nigdy nie będą rządzić Irlandią. W czasie, gdy syn Muiredach Tirech przeprowadzał kampanię wojenną w Munsterze, Collasowie pokonali i zabili Fiachę w bitwie pod Dubchomarem. Władza nad Irlandią przeszła na jednego z nich, Collasa Uaisa. Brat panował przez cztery lata, gdy został pokonany przez Muiredacha. Ten, obejmując tron, skazał Collasów wraz z trzystoma ludźmi na wygnanie do Alby (Szkocja). Collasowie służyli tam Updarowi, swemu dziadkowi macierzystemu. Pod koniec roku postanowili wrócić do Irlandii. Mieli nadzieję, że Muiredach II Tirech po zabiciu ich pozbawi się tronu dla swych potomków. Ale arcykról, wiedząc o proroctwie, przygotował im gorące powitanie oraz wziął ich na swe usługi.
Muiredach II, widząc, że potomstwo Collasów jest zbyt rozrodzone, wysłał ich na podbój Ulsteru. Ci w przymierzu z mieszkańcami Connachtu pokonali Ulatów w Achadh-leithdheirg na terenie hr. Fermanagh. W siódmej i ostatniej bitwie pokonali i zabili Fergusa IV Fogę, króla Ulsteru. W tej bitwie zginął także Colla Menn. Bracia po spaleniu stolicy Emain Macha, zajęli centralne okręgi Ulsteru, znane później jako Airgíalla (zang. Oriel), czyli „ludy podległe”. Kroniki Czterech Mistrzów datują ten podbój Ulsteru na 331 r. Jednak chronologia wczesnej irlandzkiej historycznej tradycji jest uznawana przez uczonych za sztucznie urobioną. Datują upadek stolicy Emain Macha na 450 r. Następnie uważają, że „Trzej Collasowie” zostali urobieni od Conalla, Endę i Eógana, trzech synów arcykróla Nialla I Noígiallacha, którzy także dokonali podboju Ulsteru w V w.

## Potomstwo
Colla Menn pozostawił po sobie dwóch synów:
- Mennit Chruthnech, przodek Dál Mennat
- Mugdorn (Mourne) Dub di Ultaib, przodek Mughdorna